# Debian woody
Debian 3.0又称为Debian woody ，是Debian最新的稳定发行版，发行于2002年7月19日。它的最新更新版本Debian 3.0r6发行于2005年6月2日。里面的软件包基本不再变化，只做安全更新，所以里面的软件可能不是最新的版本，但是却是相对稳定的版本。
Debian woody支持的机器架构有：
- Alpha
- ARM
- HP PA-RISC
- Intel x86
- Intel IA-64
- Motorola 680x0
- MIPS
- MIPS (DEC)
- PowerPC
- IBM S/390
- SPARC

Debian woody的主要特性：
- 加密软件：包括OpenSSH和GNU Privacy Guard，另外网页浏览器和网页服务器方面也拥有强加密手段
- 桌面系统：KDE 2.2、GNOME 1.4、XFree86 4.1，免费的图形界面网页浏览器有Mozilla、Galeon、Konqueror
- 内核：2.2、2.4（包括USB等许多新的设备支持、ext3和reiserfs日志文件系统，以及增强的可用性与稳定性）
- 安装程序：优雅精简，支持多种语言，改良的灵活任务系统，debconf工具更易用、更友好，可从CD-ROM或网络及软盘安装。升级可使用APT包管理工具自动完成，不需停机
- 标准：文件系统体系标准(FHS) 2.2，支持Linux标准库（LSB）下开发的软件
- 依赖关系：aptitude、dselect包选择工具，共新增约4000个新软件包